# 歼教-1
歼教-1教練機是中華人民共和國第一種自行研製的噴射機，原本想作為初教-5等初級螺旋槳教練機後的中級噴射教練機，但由於在原型機階段已發現各種問題再加上中國空軍的訓練課程改變而被迫下馬。

## 基本資料
- 機長: 10.56米
- 翼展: 11.43米
- 機高: 3.94米
- 載重: 4,602公斤
- 發動機: 一部渦噴-1A發動機(推力=16kN)
- 最快時速: 840公里/小時(在4000米高空)
- 航程: 1,328公里
- 武裝:1門23毫米口徑23-1式機炮
- 乘員:2人

## 設計和研製歷程
歼教-1教練機是由瀋陽飛機工業公司負責研製，主設計師是徐舜壽，當時主要以米格-17戰鬥機作為參考對像，主要是把米格機的機頭進氣改成兩則進氣，全機鋁合金結構，機翼為下單翼，由於當時中國航空工程界對後掠翼仍認識不足，故仍採用較簡單的平直翼，由於想讓飛行學員學習空中射擊故在機頭仍安裝一門23毫米口徑機炮，其動力為渦噴-1A噴射發動機，這是從朝鮮戰場擄獲的英國噴射發動機。
歼教-1的論証工作始於1956年，1957年開始製造原型機，於1958年7月26日由空軍試飛員于振武試飛成功，當時試飛員的評語是：座艙寬敞，內部佈局合理，視野良好，操作容易，穩定性良好而沒有大擺動。
當時生產了3架原型機，1架用於靜力測試2架用於試飛，但於試飛成功後此2架要飛往北京南苑機場，而在途中一架的襟翼拉捍斷裂而另一架的發動機葉片出現裂紋，而當時中國空軍的訓練課程由三階段改成兩階段，飛行學員在作為初級螺旋槳教練機的初教-5之後就直接改飛作為高級噴射教練機的米格-15UTI(後來改為歼教-5)，跳過作為中級教練機的歼教-1，故歼教-1要被迫取消。
不過此種兩階段的訓練後來証明行不通，空軍學員還是需要有中級教練機，於是有了後來的教練-8。

## 展出地點
中國航空博物館

## 外部連結
- 中國殲教-1誕生記:斯大林看不起毛澤東「農民領袖」，毛主席却用一句話直接促成殲教-1誕生